# Кунгурка (село)
Кунгурка — село в муниципальном округе Ревда Свердловской области России.

## Географическое положение
Село расположено в 13 километрах (по шоссе) к юго-востоку от города Дегтярска, по берегу реки Кунгурки (левого притока реки Чусовой).

## История села
Село было основано в 1740 году, когда 29 июля 1740 года на реке была построена пильная мельница по распоряжению В. Н. Татищева.

## Васильевская церковь
В 1899 году была построена каменная однопрестольная церковь, которая была освящена 24 октября 1899 года в честь священномученика Василия, епископа Амасийского. С 1931 года богослужения в церкви не проводились, а в 1935 году храм был закрыт. В 1993 году здание было возвращено Русской православной церкви.

## Население
| 1873 | 2002 | 2010 | 2021 |
| ---- | ---- | ---- | ---- |
| 453  | ↘244 | ↘196 | ↗237 |